# Florbela Malaquias
Florbela Catarina Malaquias, encore appelée Bela Malaquias, née le 26 janvier 1959, est une femme politique angolaise, militante de l’Union nationale pour l'indépendance totale de l'Angola (UNITA), avocate et ancienne journaliste.

## Biographie

### Enfance et carrière
Née à Luena, province de Moxico, Bela est la fille de Nelson Malaquias, un ancien employé des chemins de fer de Benguela et de Amélie Malaquias. Son enfance bascule lorsqu’elle est contrainte de suivre sa mère et ses cinq frères et sœurs de prison en prison, après l’arrestation de son père pour conspiration contre les autorités en place. Elle est diplômée en droit de l’Université Agostinho Neto.
Elle travaille comme journaliste pour la Voix de la Résistance du Coq Noir (VORGAN) et devient plus tard l’une des principales voix des services d’information au Rádio Nacional de Angola (RNA).

### Parcours politique
En 2022, elle est dirigeante du Parti  humaniste d’Angola (PHA) et se présente comme candidate aux élections législatives du 24 août 2022 et est la seule femme à se porter comme candidat au poste de Chef de l'état. Elle est élue députée et entre à l'Assemblée Nationale avec un total de vote de 64 000 voix.
Le 19 juin 2025,Le 20 juin 2025, elle approuve une circulaire restrictive après avoir maintenu une liste de représentants de PHA rejetée par la Cour constitutionnelle, renforçant ainsi le contrôle du président du parti sur les échanges internes et les initiatives locales.
Le 15 juillet 2025, Florbela est suspendu de ses fonctions pour une enquête interne de Commission politique nationale (CPN)  du PHA. Par une précédente note du CPN, elle fait l'objet d'usurper des compétences exclusives de l'organe.

### Accusation
Florbela fait l'objet d'abus de pouvoir, de népotisme, de violation des lois au sein du PHA notamment par un groupe militants du PHA au sujet de la nomination de deux ses fils sans l'avis de des organes du parti.

## Œuvre
- (pt) Florbela  Catarina Malaquias, Heroínas da Dignidade: Memórias de guerra, um invulgar testemunho de um feminicídio e da desmistificação da figura idolatrada de Jonas Savimbi, Éditions Nellcorp, 2020, 161 p. (présentation en ligne)